# Pyramidendach

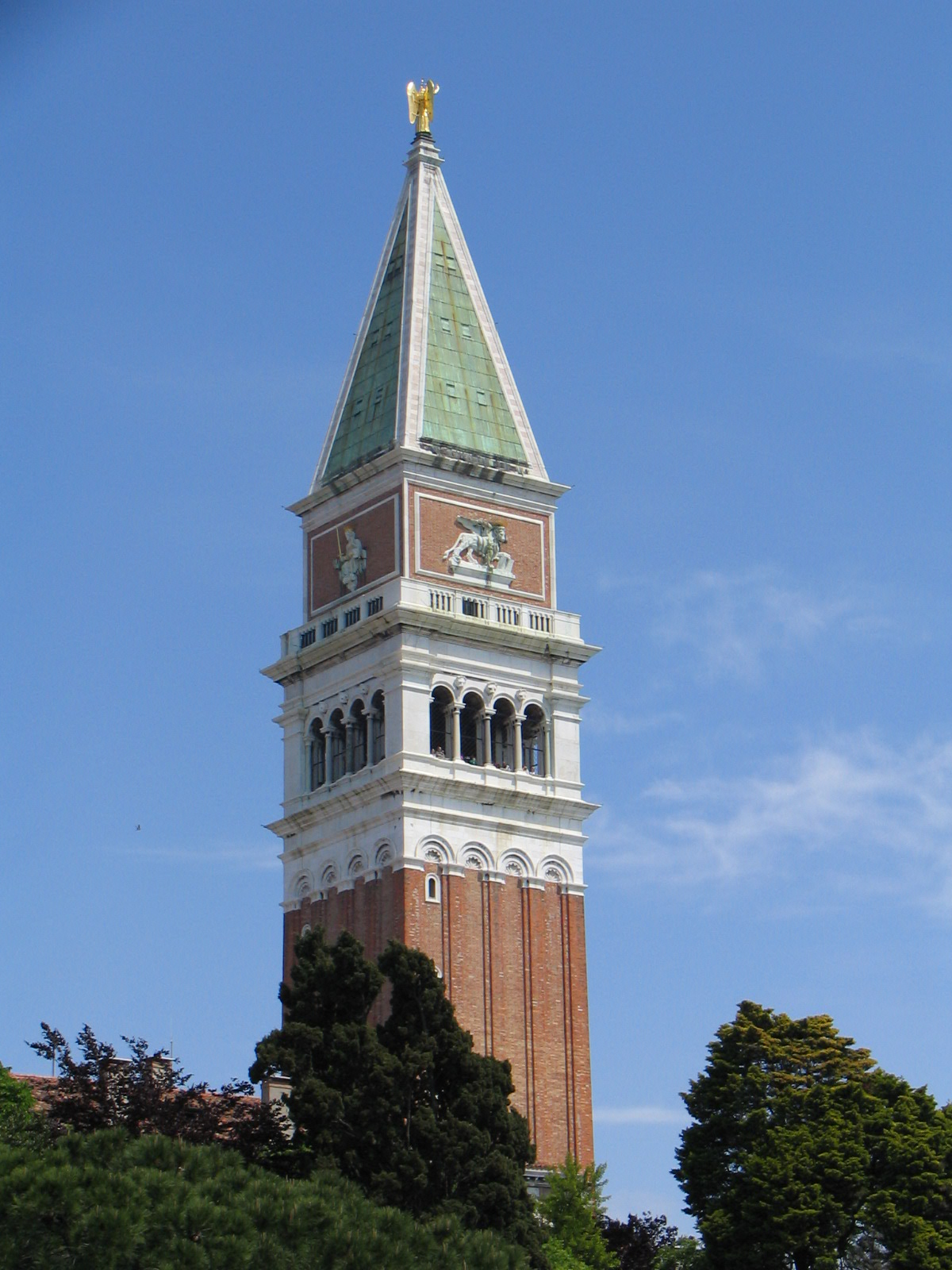
Pyramidendach auf dem Markusturm in Venedig

Grundform: das Zeltdach

Ein Pyramidendach ist eine Dachform, die sich regulär durch vier gegeneinander geneigte gleiche Dachflächen über quadratischem Gebäudequerschnitt (gleichseitige Gebäude mit vier Seiten) darstellt, die in eine Spitze zusammenlaufen. Oft wird die Spitze mit einer Turmkugel oder Wetterfahne abgeschlossen. Beispiele dafür sind Turmdächer.
Das Pyramidendach ist ein Spezialfall des Zeltdaches.
Für die Bedachung von Türmen wird in der Regel ein Pyramidendach verwendet. Dabei kann der Grundriss auch sechs- oder achteckig sein.